# کریشنام راجو
کریشنام راجو (انگلیسی: Krishnam Raju؛ زادهٔ ۲۰ ژانویهٔ ۱۹۴۰) سیاستمدار، هنرپیشه، و تهیه‌کننده فیلم اهل هند است.
از فیلم‌ها یا برنامه‌های تلویزیونی که وی در آن نقش داشته‌است می‌توان به بیلا، ریبل، نیزه سه‌شاخه، سوبرامانیام کیست؟ و راده شیام اشاره کرد.
وی همچنین برندهٔ جوایزی همچون جایزه ناندی شده‌است.